# Maximilianpark
Koordinaten: 51° 40′ 49″ N, 7° 52′ 57″ O
Der Maximilianpark (zumeist kurz Maxipark, so auch im Logo) ist ein Freizeitpark in der westfälischen Stadt Hamm. Er wurde zur Landesgartenschau 1984 auf dem Gelände der stillgelegten Zeche Maximilian eingerichtet. Sein Wahrzeichen ist der Glaselefant, eine rund 40 m hohe begehbare Plastik. Träger des Maximilianparks sind der Regionalverband Ruhr und die Stadt Hamm.

## Lage
Der Maximilianpark liegt am Nordufer des Geithe-Baches, 4,5 km östlich der Hammer Innenstadt und 1,5 km südlich des Datteln-Hamm-Kanals in Ostwennemar an der Grenze zu Werries im Stadtbezirk Hamm-Uentrop.
Der Park ist ein Teil der Route der Industriekultur und der Römerroute.
Nahe dem Haupteingang befindet sich ein Bahnhof der Museumseisenbahn nach Lippborg.

## Erlebniswelt
Der Park wird jährlich von etwa 350.000 Menschen besucht. Er bietet unterschiedliche Natur- und Kulturerlebnisse:
- Plastik Glaselefant des Künstlers Horst Rellecke in der ehemaligen Kohlenwäsche der Zeche mit Aufzug und Aussichtsplattform in 35 m Höhe
- Konzerte, Kindertheater und Kabarett in der ehemaligen Waschkaue und der Elektrozentrale oder unter freiem Himmel
- Größtes tropisches Schmetterlingshaus des Landes NRW mit hunderten von Schmetterlingen in einer 450 m² großen Urwaldlandschaft bei feuchtschwülen 26 °C und 80 % Luftfeuchtigkeit
- Maximiliansee mit Teich- und Sumpfgebieten
- Kinderparadies mit Spieldünen, Kletternetzen, Wasserspielplatz und Piratenschiff
- Grünes Klassenzimmer mit umweltpädagogischem Programm im Schul- und Bauerngarten
- Haldengelände mit Gärten und Spazierwegen
- Eisenbahnmuseum Maximilianpark mit historischer Museumseisenbahn zwischen Hamm-Süd und Lippborg-Heintrop[2]
- Park-Illumination Herbstleuchten im Oktober (seit 2009)
- Hunde (ausgenommen Blindenhunde) dürfen nicht in den Park. Vor dem Haupteingang befinden sich zwei abschließbare Hundeboxen zur kostenlosen Benutzung.

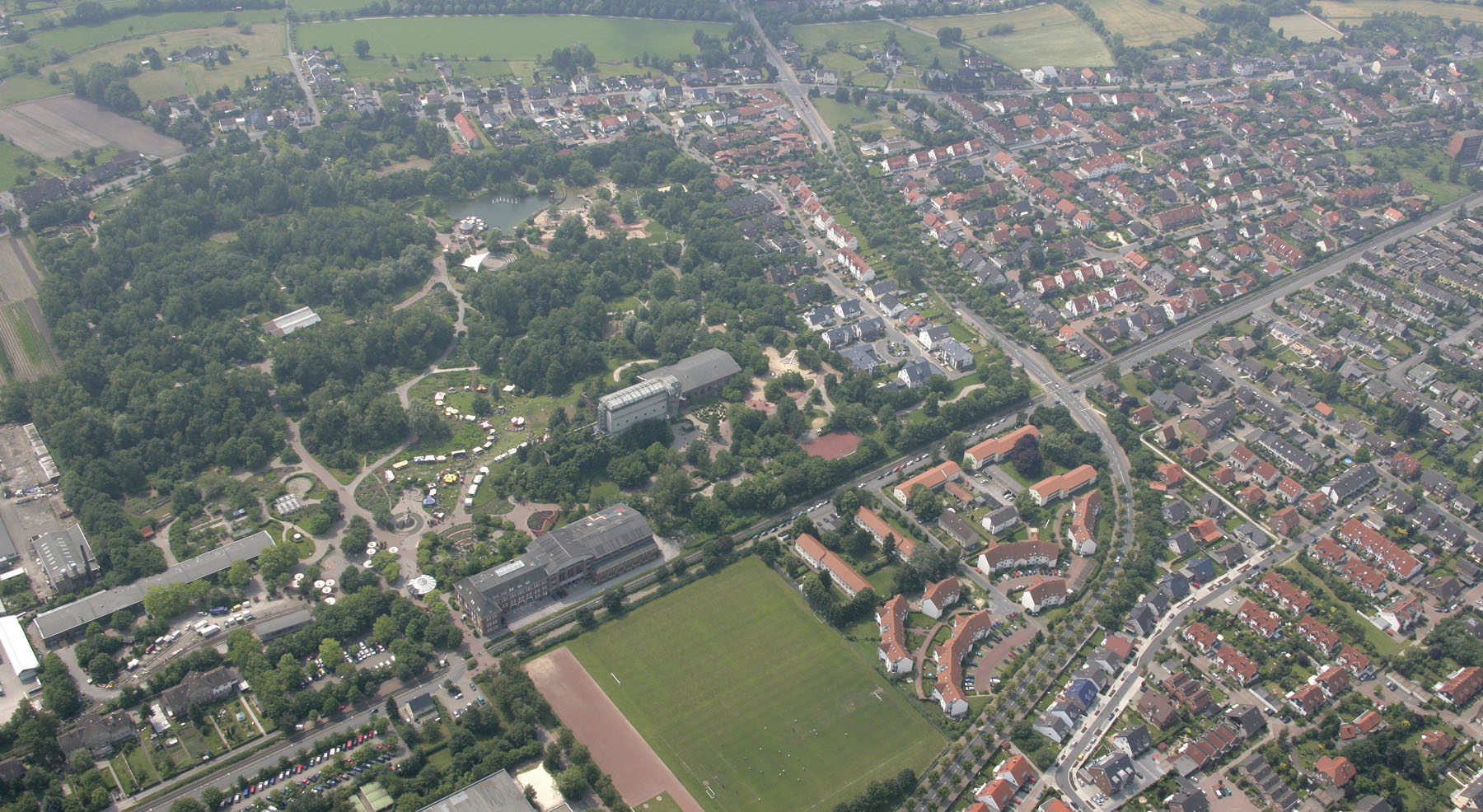
Luftbild des Maximilianparks
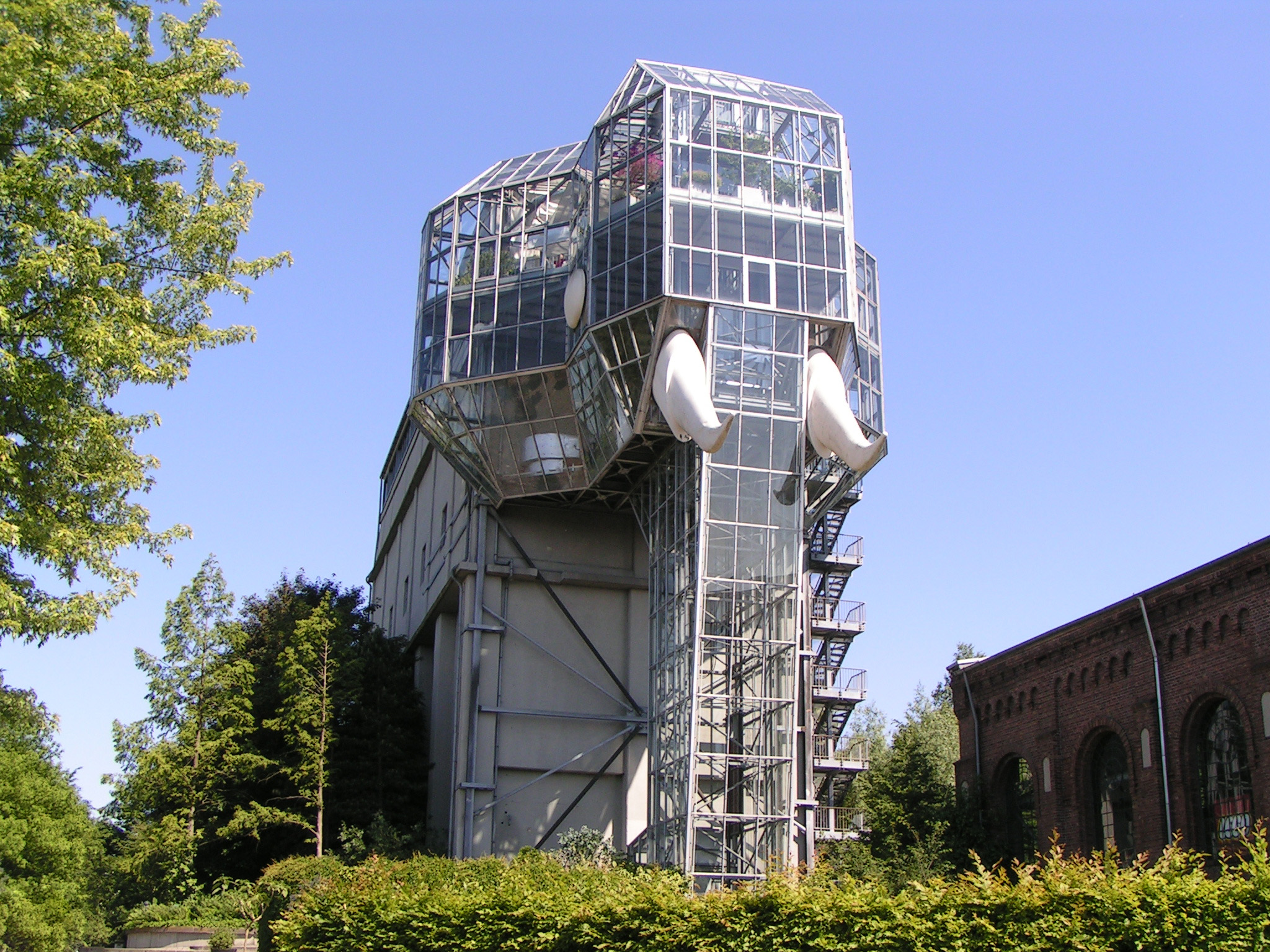
Glaselefant im Maximilianpark bei Tag
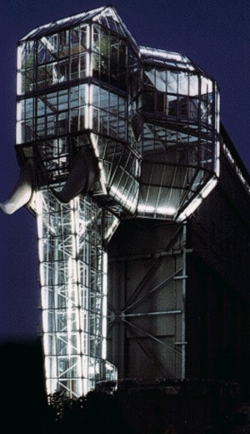
Glaselefant im Maximilianpark bei Nacht
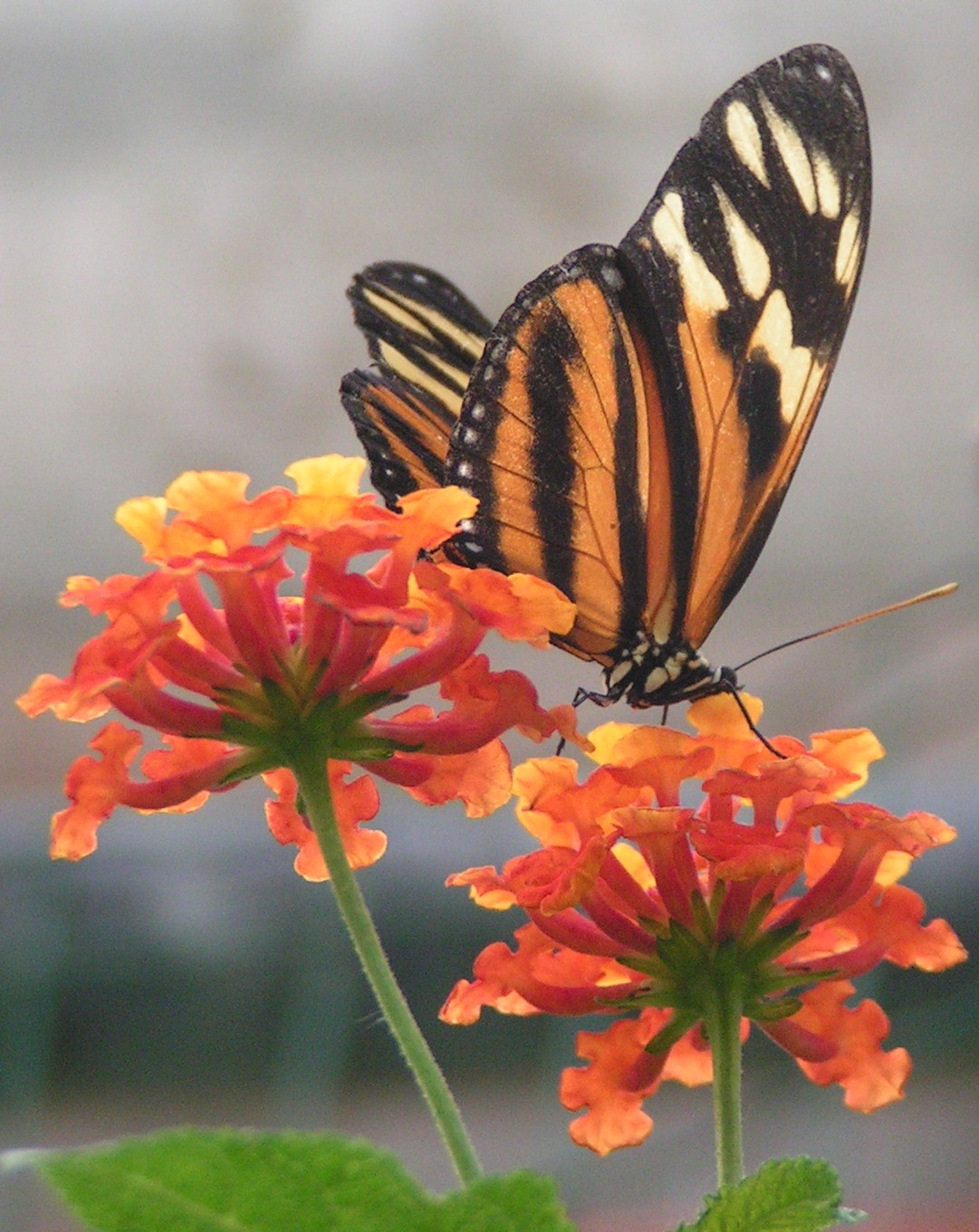
Im Schmetterlingshaus

### Veranstaltungen
Jährlich finden im Park fünf Märkte statt: Frühjahrs-, Garten-, Mittelalter-, Herbst- und Weihnachtsmarkt. Seit 2009 findet jeden Herbst das Herbstleuchten statt und gelegentlich stehen Lasershows und Feuerwerksfeste im Programm.
Im Park finden häufig Konzert- und Theateraufführungen, Comedyshows sowie Kinderfeste statt.
Außerdem finden Veranstaltungen über die Natur und die rund 1500-jährige Stadt- und Regionalgeschichte statt.
Der Maximilianpark bietet seinen Besuchern neben Veranstaltungen auch Dauer- und Sonderausstellungen, wie der Glaselefant im Palmengarten mit zehn kinetischen Objekten des Künstlers Horst Rellecke. Außerdem gibt es die Staudenbeete des Landschaftsarchitekten Piet Oudolf und weitere Kunstobjekte von Jockel Reisner, Otmar Alt und anderen Künstlern.

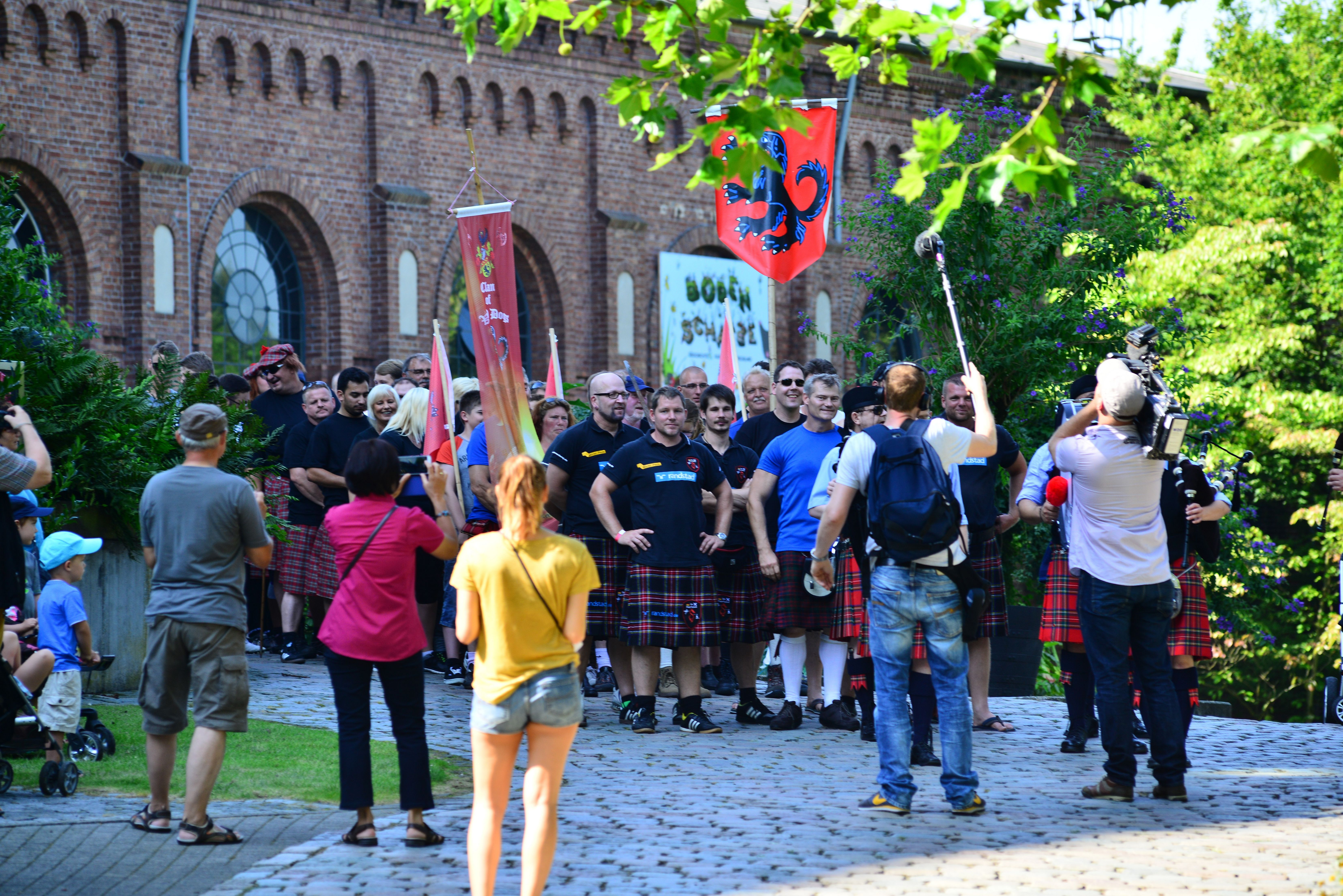
Highlandgames während des 30. Parkjubiläums im August 2014
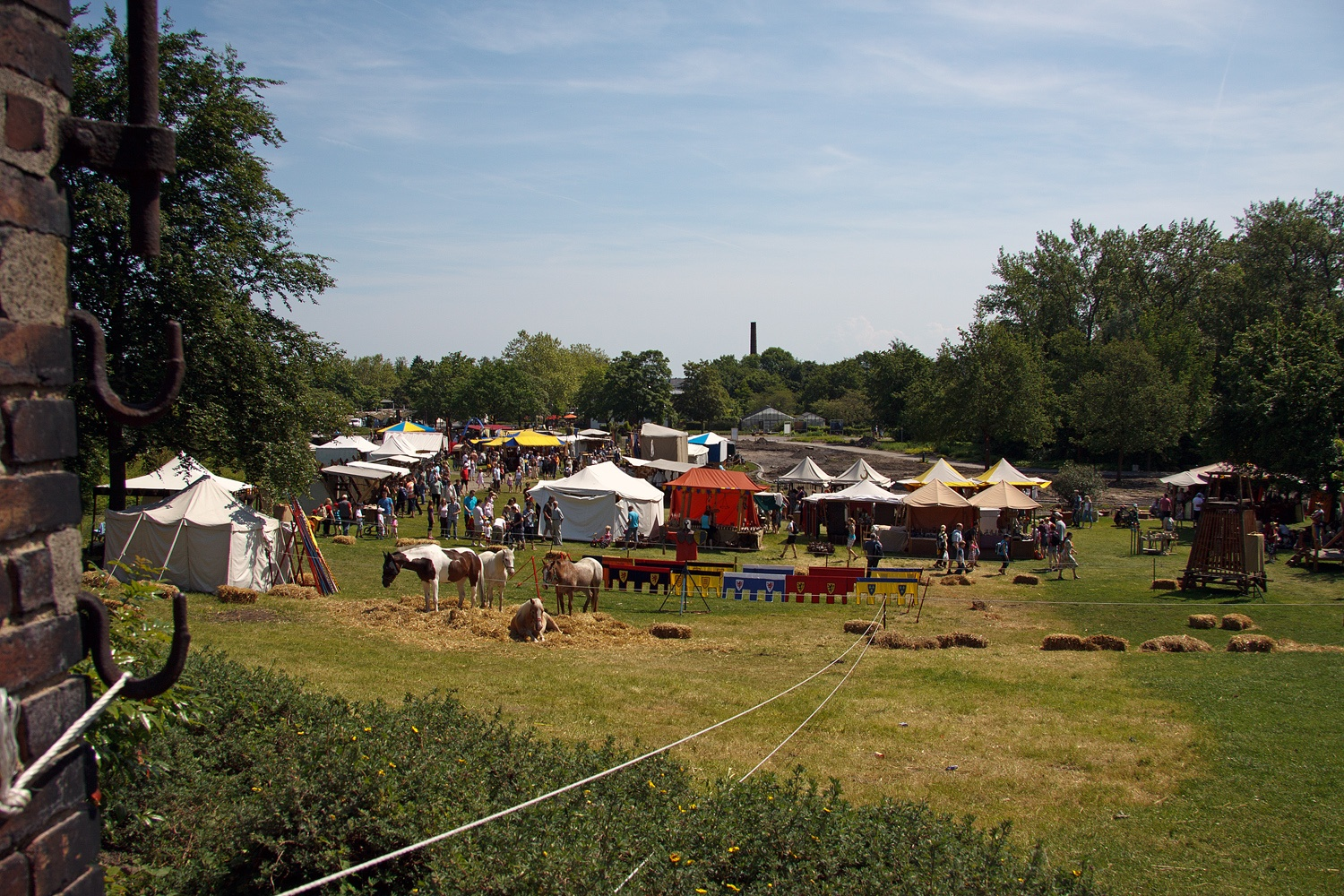
Ritterturnier auf dem Mittelaltermarkt im Oktober 2013
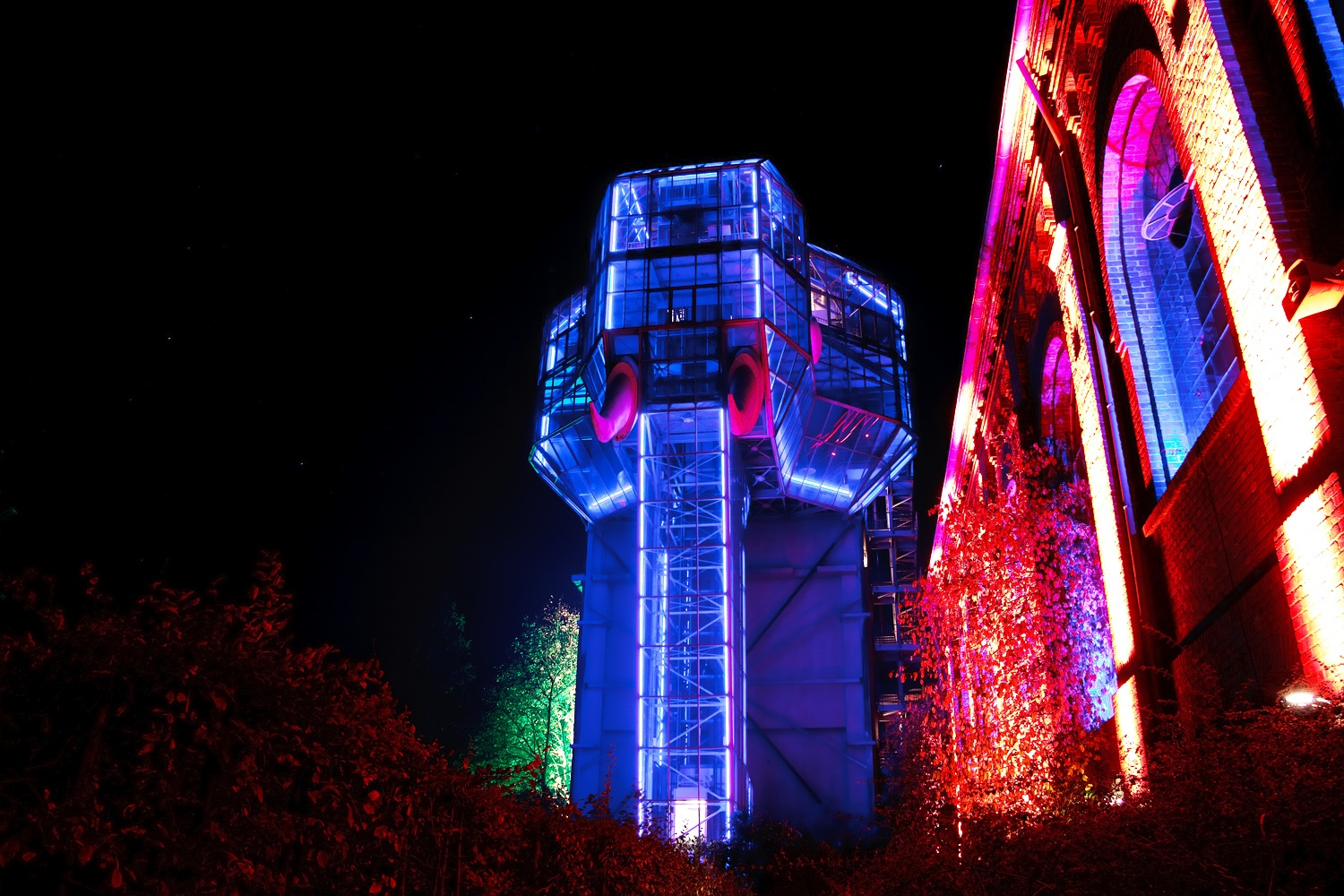
Herbstleuchten im Oktober 2013

## Geschichte
Der Park wurde auf dem ehemaligen Gelände der Zeche Maximilian gebaut. Die Kohlenwäsche wurde in den Glaselefanten eingebunden und im Park erinnern Relikte aus der Bergbauzeit an seine Geschichte.

Logo des NRW-Tag 2009

### NRW-Tag 2009
Neben dem 25-Jahr-Jubiläum fand im Jahre 2009 auch der NRW-Tag statt.

IGB 2027
Der Park wird bis 2027 erweitert und besser angebunden.

## Daten und Fakten
- Parkfläche auf dem Gelände der ehemaligen Zeche Maximilian: 22 ha
- Bauzeit: 30 Monate
- Gärtnerisch gestaltete Fläche: 14.000 m²
- Wiesen- und Rasenflächen: 20.000 m²
- Wasserfläche,  Fontänenteich: 5.000 m²
- Wassernutzfläche/Naturteich (Mittelwasser): 3.000 m²
- Spielfläche (mit Spielwiesen): 8.700 m²
- Spielsand: 2.700 m²
- Wege- und Gesamtfläche: 56.000 m²
- Gesamtwegelänge: 6 km